# Macroglossum insipida
Macroglossum insipida är en fjärilsart som beskrevs av Butler 1875. Macroglossum insipida ingår i släktet Macroglossum och familjen svärmare. Inga underarter finns listade i Catalogue of Life.